# Phalangopsina palpata
Phalangopsina palpata är en insektsart som beskrevs av Lucien Chopard 1969. Phalangopsina palpata ingår i släktet Phalangopsina och familjen syrsor. Inga underarter finns listade i Catalogue of Life.